# Forsbacka
Forsbacka ist ein Ort (Tätort) in der schwedischen Provinz Gävleborgs län und der historischen Provinz Gästrikland. Der Ort liegt in der Gemeinde Gävle, ungefähr zwölf Kilometer südwestlich von Gävle.
Forsbacka liegt am Ostufer des Storsjön bei der Ausmündung des Flusses Gavleån. Der Ort liegt am Riksväg 80, der Gävle mit Rättvik verbindet, zwischen Valbo und Sandviken.

## Bekannte Töchter und Söhne
- Rut Berggren (1918–2008), schwedische Schriftstellerin
- Sigvard Parling (1930–2016), schwedischer Fußballspieler